# ワウ (カイリー・ミノーグの曲)
「ワウ」 (Wow) は、オーストラリアのシンガーソングライターカイリー・ミノーグの楽曲。10枚目のスタジオ・アルバム『X』に収録されており、イギリスやオーストラリアではアルバムからのセカンド・シングル、ヨーロッパではサード・シングルとしてリリースされた。イギリスで最高位5位まで上昇するヒットを記録している。
カップリングの「チェリー・ボム」「ドゥ・イット・アゲイン」「キャリード・アウェイ」はアルバム未収録。

## トラック・リスト
- デジタル・ダウンロード

1. "Wow"

- UK CDシングル 1

1. "Wow"
2. "Cherry Bomb"

- UK CDシングル 2

1. "Wow"
2. "Do It Again"
3. "Carried Away"
4. "Wow" (Death Metal Disco Scene mix)

- UK 12" ピクチャー・ディスク

1. "Wow"
2. "Wow" (CSS remix)
3. "Wow" (F*** Me I'm Famous remix by David Guetta + Joachim Garraud)
4. "Wow" (MSTRKRFT remix)

- オーストラリア CDシングル

1. "Wow"
2. "Do It Again"
3. "Carried Away"
4. "Wow" (Death Metal Disco Scene mix)

- デジタル・ダウンロード　バンドル#1

1. "Wow"
2. "Do It Again"
3. "Carried Away"
4. "Cherry Bomb"

- デジタル・ダウンロード　バンドル#2

1. "Wow"
2. "Wow" (CSS remix)
3. "Wow" (MSTRKRFT remix)
4. "Wow" (F*** Me I'm Famous remix by David Guetta + Joachim Garraud)
5. "Wow" (Death Metal Disco Scene mix)

- デジタル・ダウンロード　バンドル#3

1. "Wow"
2. "2 Hearts" (Mark Brown's Pach Ibiza Upper Terrace mix)
3. "Wow" music video （イギリスのみ）

- ヨーロッパCDシングル 1

1. "Wow"
2. "Can't Get You Out of My Head" (Greg Kurstin Remix)

- ヨーロッパCDシングル 2

1. "Wow"
2. "Wow" (Death Metal Disco Scene Mix)
3. "Wow" (CSS Remix)
4. "Wow" (Video)